# Joan Jordán
Joan Jordán Moreno, né le 6 juillet 1994 à Regencós (Catalogne, Espagne), est un footballeur espagnol qui évolue au poste de milieu central au Séville FC.

## Biographie

### Carrière en club

#### Espanyol (2014-2017)
Né à Regencós, en Catalogne, Jordán rejoint le centre de formation du RCD Espanyol en 2011 à l'âge de 17 ans, après un passage à l'UD Poblense. Il fait ses débuts professionnels pour le RCD Espanyol B lors de la saison 2012-13 dans la Segunda División B, devenant ensuite un titulaire régulier.
Le 21 août 2014, Jordán signe un nouveau contrat de cinq ans avec le club, étant définitivement promu en équipe première. Il fait ses débuts en Liga neuf jours plus tard, remplaçant Abraham à la 70e minute d'une défaite 1–2 à domicile contre le FC Séville.
Jordán marque son premier but dans l'élite le 10 janvier 2016, mais lors d'une défaite 2-1 au SD Eibar.[4] Le 26 juillet, il est prêté au Real Valladolid en Segunda División pour un an.

#### SD Eibar (2017-2019)
Le 13 juillet 2017, il s'engage au SD Eibar pour trois saisons. Lors de sa première saison, il contribue à six buts et quatre passes décisives pour une neuvième place à la fin de la saison en Liga.

#### Séville FC (depuis 2019)
Le 27 juin 2019, il s'engage avec le Séville FC pour 14 millions d'euros. Il termine sa première année au stade Ramón Sánchez Pizjuán avec 47 matchs officiels (dont dix au cours du parcours victorieux du club en Ligue Europa), totalisant 50 matchs lors de la campagne 2020-21,
Le 15 janvier 2022, alors que lui et ses coéquipiers célèbrent l'égalisation face au Real Betis en huitièmes de finale de la Copa del Rey, Jordán est frappé à la tête par un poteau métallique lancé depuis les tribunes, le match est arrêté et repris le lendemain - sans le joueur, se reposant chez lui après sa sortie de l'hôpital - et le Betis gagne 2-1.

## Statistiques
| Saison                | Club                   | Championnat           | Championnat | Championnat | Coupe(s) nationale(s) | Coupe(s) nationale(s) | Supercoupe | Supercoupe | Compétition(s) continentale(s) | Compétition(s) continentale(s) | Compétition(s) continentale(s) | Supercoupe UEFA | Supercoupe UEFA | Total | Total |
| Saison                | Club                   | Division              | M.          | B.          | M.                    | B.                    | M.         | B.         | Comp.                          | M.                             | B.                             | M.              | B.              | M.    | B.    |
| 2014-2015             | Espanyol de Barcelone  | LaLiga                | 3           | 0           | 2                     | 0                     | -          | -          | -                              | -                              | -                              | -               | -               | 5     | 0     |
| 2015-2016             | Espanyol de Barcelone  | LaLiga                | 9           | 1           | 3                     | 0                     | -          | -          | -                              | -                              | -                              | -               | -               | 12    | 1     |
| Sous-total            | Sous-total             | Sous-total            | 12          | 1           | 5                     | 0                     | -          | -          | -                              | -                              | -                              | 0               | 0               | 17    | 1     |
| 2016-2017             | Real Valladolid (prêt) | Segunda División      | 35          | 3           | 2                     | 0                     | -          | -          | -                              | -                              | -                              | -               | -               | 37    | 3     |
| Sous-total            | Sous-total             | Sous-total            | 35          | 3           | 2                     | 0                     | -          | -          | -                              | -                              | -                              | 0               | 0               | 37    | 3     |
| 2017-2018             | SD Eibar               | LaLiga                | 35          | 6           | 2                     | 0                     | -          | -          | -                              | -                              | -                              | -               | -               | 37    | 6     |
| 2018-2019             | SD Eibar               | LaLiga                | 36          | 4           | 2                     | 0                     | -          | -          | -                              | -                              | -                              | -               | -               | 38    | 4     |
| Sous-total            | Sous-total             | Sous-total            | 71          | 10          | 4                     | 0                     | -          | -          | -                              | -                              | -                              | 0               | 0               | 75    | 10    |
| 2019-2020             | Séville FC             | LaLiga                | 34          | 2           | 3                     | 0                     | -          | -          | C3                             | 10                             | 0                              | -               | -               | 47    | 2     |
| 2020-2021             | Séville FC             | LaLiga                | 35          | 1           | 7                     | 1                     | -          | -          | C1                             | 7                              | 0                              | 1               | 0               | 50    | 2     |
| 2021-2022             | Séville FC             | LaLiga                | 36          | 0           | 3                     | 0                     | -          | -          | C1+C3                          | 6+3                            | 1+0                            | -               | -               | 48    | 1     |
| 2022-2023             | Séville FC             | LaLiga                | 24          | 0           | 4                     | 1                     | -          | -          | C1+C3                          | 6+5                            | 0+1                            | -               | -               | 39    | 2     |
| 2023-2024             | Séville FC             | LaLiga                | 8           | 0           | 2                     | 0                     | -          | -          | C1                             | 2                              | 0                              | 1               | 0               | 13    | 0     |
| Sous-total            | Sous-total             | Sous-total            | 134         | 3           | 19                    | 2                     | -          | 0          | -                              | 40                             | 2                              | 2               | 0               | 195   | 7     |
| Total sur la carrière | Total sur la carrière  | Total sur la carrière | 252         | 17          | 30                    | 2                     | -          | -          | -                              | 40                             | 2                              | 2               | 0               | 324   | 21    |

## Palmarès
Avec le FC Séville, Joan Jordán remporte la Ligue Europa en 2020 et en 2023. Il est également finaliste de la Supercoupe de l'UEFA en 2020 et en 2023.